# Томас Рогне
Томас Рогне (норв. Thomas Rogne, нар. 29 червня 1990, Берум) — норвезький футболіст, захисник шведського клубу «Гельсінгборг». 
Виступав, зокрема, за клуби «Селтік», «Гетеборг» та «Лех» (Познань), а також національну збірну Норвегії.
Дворазовий чемпіон Шотландії. Володар Кубка Швеції.

## Клубна кар'єра

### «Стабек»
Перші кроки у футболі робив у клубі «Ломмедален», проте згодом перейшов до молодіжної академії «Стабеку». Дебютував за першу команду клубу 20 травня 2007 року в переможному (9:1) поєдинку Кубку Норвегії проти «Ассідена»: Томас замінив по ходу матчу Алажиньо. У чемпіонаті Норвегії дебютував 16 вересня того ж року в переможному (5:1) поєдинку проти «Одд», де замінив Мортена Ск'юнсберга.
Змушений був пропустити увесь сезон 2008 року, після того як на передсезоних зборах у товариському поєдинку проти російського клубу «Крила Рад» у Ла-Манзі отримав розрив передніх хрестоподібних зв'язок.
Повернувся на футбольне поле лише 8 березня 2009 року в Суперкубку країни проти «Волеренги»: Рогне в другому таймі замінив Крістіана Келлера. 25 липня відзначився дебютним голом у норвезькому чемпіонаті, чим допоміг розписати нічию (2:2) зі «Стартом». А через чотири дні зіграв дебютний матч у Лізі чемпіонів (Кваліфікаційний матч): саме через його помилки норвежці з рахунок 1:3 вдома поступилися «Копенгагену». Незважаючи на це зіграв і в поєдинку проти «Валенсії». Окрім цього у футболці «Стабека» виступав у Лізі Європи. У складі норвезького клубу провів два сезони, взявши участь у 13 матчах національного чемпіонату.

### «Селтік»
Томас уклав договір з «Селтіком» 20 січня 2010 року, який повинен був бути чинним протягом трьох з половиною роки. Колишній гравець «кельтів» Відар Рісет так охарктеризував Томаса: «найталановитіший молодий футболіст, який покинув Норвегію за останні 10 років». Рогне обрав собі футболку під 25-м номером.
Дебютував за «Селтік» 10 лютого 2010 року в переможному (2:0) домашньому поєдинку шотландської Прем'єр-ліги проти «Гартс», в якому вийшов на поле по ходу матчу замість Гленна Лувенса. Дебютував за «кельтів» у домашньому матчі чемпіонату 20 лютого 2010 року проти «Данді Юнайтед» (1:0), зіграв вдало та сподобався головному тренеру «зелено-білих» Тоні Моубрею. Томас також вдало зіграв і 28 лютого 2010 року в поєдинку проти «Рейнджерс», але був замінений через травму підколінного сухожилля. Повернувся на поле лише через два місяці у виїзному поєдинку проти «Данді Юнайтед», проте через травму знову був змушений достроково залишити поле.
Вперше у сезоні 2010/11 років вийшов на поле в переможному (3:0) поєдинку проти «Сент-Джонстона». У наступній грі він був видалений за фол останньої надії проти гравця Абердіна. Незважаючи на це «Селтік» виграв з рекордним рахунком 9:0. У грудні 2010 року відзначився дебютним голом за «Селтік», у нічийному (1:1) поєдинку проти «Кілмарнока». Рогне брав участь у багатьох принципових матчах, зокрема переможному (2:0) для «Селтік» Новорічному поєдинку 2011 року проти «Рейнджерс» на Айброкс. Відзначився другим голом за «кельтів» 29 січня 2011 року в переможному (4:1) аоєдинку півфіналу Кубку шотландської ліги проти «Абердіна». 20 березня 2011 року Томас взяв участь у фіналі Кубку шотландської ліги проти «Рейнджерс», проте не зміг допомогти «зелено-білим» уникнути поразки (1:2). А травма, отримана в травні, виключила Рогне з футболу до кінця сезону.
Травма, отримана наприкінці сезону 2010/11 років, не давала можливість грати й протягом перших декількох місяців нового сезону. Томас повернувся до першої команди «Селтіка» лише в жовтні 2011 року в 1/4 фіналу Кубку Ліги проти «Гіберніан». Рогне продовжував боротьбу з низкою незначних пошкоджень, тим не менш добре грав у більшості своїх спорадичних матчах, у більшій частині з яких допомагав команді втримати ворота «сухими». 25 березня 2012 року відзначився голом у програному (2:3) поєдинку проти «Рейнджерс» на Айброкс. Допоміг команді виграти Прем'єр-лігу в сезоні 2011/12 років. Відіграв за клуб з Глазго три сезони своєї футбольної кар'єри.

### «Віган Атлетік»
27 червня 2013 року стало відомо, що по завершенні терміну дії угоди з «Селтіком» Томас Рогне вільним агентом перейде до володаря Кубку Англії «Віган Атлетік», при цьому норвежець підпише з клубом 3-річний контракт.
31 серпня 2013 року дебютував за «Віган» у переможньому (2:1) домашньому поєдинку проти «Ноттінгем Форест».

### «Гетеборг»
14 березня 2015 року підписав 3-річний контракт з представником Аллсвенскану — «Гетеборгом».

### «Лех» (Познань)
1 серпня 2017 року підписав 3-річний контракт з клубом польської Екстракляси «Лех» (Познань). Контракт повинен був вступити в силу з 1 червня 2018 року. Станом на 5 березня 2019 року відіграв за команду з Познані 15 матчів в національному чемпіонаті.

## Виступи за збірні
Рогне представляв Норвегію з юнацьких років, виступав за команду U-19 у кваліфікації юнацького чемпіонату Європи (U-19) 2009. На юнацькому рівні зіграв у 4-х матчах.
Дебютував у молодіжній збірній Норвегії 9 вересня 2009 року в програному (0:1) поєдинку проти сербської молодіжки. Згодом став капітаном молодіжної збірної Норвегії, а також грав у центрі захисту разом з капітаном команди Стефаном Страндбергом, коли норвезька молодіжка зуміла кваліфікуватися на молодіжному чемпіонаті Європи 2013. 7 травня 2013 року потрапив до попереднього списку, наданого УЄФА головним тренером норвезької молодіжки Тор Оле Скюллерудом для участі в молодіжному чемпіонаті Європи 2013 року. 22 травня його ім'я з'явилося остаточному списку серед 23 гравців, відібраних для участі в турнірі. Норвезька збірна вийшла з групи, проте в півфіналі поступилася молодіжній збірній Іспанії. Згідно з регламентом, норвезька збірна отримала бронзові нагороди, розділивши їх з молодіжною збірною Нідерландів, які також програли півфінальний матч. На молодіжному рівні зіграв у 18 офіційних матчах, забив 2 голи.
У березні 2011 року отримав свій дебютний виклик до головної збірної країни за матч кваліфікації чемпіонату Європи 2012 проти Данії, проте на футбольне поле в тому матчі так і не вийшов.
Томас дебютував у збірній Норвегії в переможному (3:0) товариському поєдинку проти Північної Ірландії

## Статистика виступів

### Статистика клубних виступів
| Сезон             | Клуб              | Чемпіонат         | Чемпіонат | Чемпіонат | Національний кубок | Національний кубок | Національний кубок | Континентальні кубки | Континентальні кубки | Континентальні кубки | Суперкубки | Суперкубки | Суперкубки | Усього | Усього |
| Сезон             | Клуб              | Ліга              | Ігор      | Голів     | Ліга               | Ігор               | Голів              | Ліга                 | Ігор                 | Голів                | Ліга       | Ігор       | Голів      | Ігор   | Голів  |
| ----------------- | ----------------- | ----------------- | --------- | --------- | ------------------ | ------------------ | ------------------ | -------------------- | -------------------- | -------------------- | ---------- | ---------- | ---------- | ------ | ------ |
| 2007              | Стабек            | ЕС                | 3         | 0         | КН                 | 2                  | 0                  | -                    | -                    | -                    | -          | -          | -          | 5      | 0      |
| 2008              | Стабек            | ЕС                | 0         | 0         | КН                 | 0                  | 0                  | КУЄФА                | 0                    | 0                    | -          | -          | -          | 0      | 0      |
| 2009              | Стабек            | ЕС                | 10        | 1         | КН                 | 2                  | 0                  | ЛЧ+ЛЄ                | 2+2                  | 0                    | СН         | 1          | 0          | 17     | 1      |
| Усього за Стабек  | Усього за Стабек  | Усього за Стабек  | 13        | 1         |                    | 4                  | 0                  |                      | 4                    | 0                    |            | 1          | 0          | 22     | 1      |
| січ.-лип. 2010    | Селтік            | ШПЛ               | 4         | 0         | КШ+КШЛ             | 0                  | 0                  | ЛЧ+ЛЄ                | 0                    | 0                    | -          | -          | -          | 4      | 0      |
| 2010–11           | Селтік            | ШПЛ               | 16        | 1         | КШ+КШЛ             | 2+2                | 0+1                | ЛЧ+ЛЄ                | 0                    | 0                    | -          | -          | -          | 20     | 2      |
| 2011–12           | Селтік            | ШПЛ               | 17        | 1         | КШ+КШЛ             | 2+3                | 0                  | ЛЄ                   | 0                    | 0                    | -          | -          | -          | 22     | 1      |
| 2012–13           | Селтік            | ШПЛ               | 13        | 0         | КШ+КШЛ             | 2+1                | 0                  | ЛЧ                   | 3                    | 0                    | -          | -          | -          | 19     | 0      |
| Усього за Селтік  | Усього за Селтік  | Усього за Селтік  | 50        | 2         |                    | 12                 | 1                  |                      | 3                    | 0                    |            | -          | -          | 65     | 3      |
| 2013–14           | Віган             | ЧФЛ               | 11        | 0         | КА+КЛ              | 0+1                | 0                  | ЛЄ                   | 3                    | 0                    | СА         | -          | -          | 15     | 0      |
| 2014-бер. 2015    | Віган             | ЧФЛ               | 0         | 0         | КА+КЛ              | 0+1                | 0                  | -                    | -                    | -                    | -          | -          | -          | 1      | 0      |
| Усього за Віган   | Усього за Віган   | Усього за Віган   | 11        | 0         |                    | 2                  | 0                  |                      | 3                    | 0                    |            | -          | -          | 16     | 0      |
| 2015              | Гетеборг          | A                 | 19        | 1         | КШ                 | 2                  | 0                  | ЛЄ                   | 4                    | 0                    | -          | -          | -          | 25     | 1      |
| Усього за кар'єру | Усього за кар'єру | Усього за кар'єру | 93        | 4         |                    | 20                 | 1                  |                      | 14                   | 0                    |            | 1          | 0          | 128    | 5      |

### Статистика виступів за збірну
| Дата      | Місто   | Господарі         | Результат | Гості    | Турнір           | Голи | Примітки |
| --------- | ------- | ----------------- | --------- | -------- | ---------------- | ---- | -------- |
| 29-2-2012 | Белфаст | Північна Ірландія | 0 – 3     | Норвегія | товариський матч | -    |          |
| 15-8-2012 | Осло    | Норвегія          | 2 – 3     | Греція   | товариський матч | -    |          |
| Усього    |         | Матчів            | 2         |          | Голів            | 0    |          |

## Досягнення
«Стабек»
- Суперкубок Норвегії
  -  Володар (1): 2009

«Селтік»
- Кубок Шотландії
  -  Володар (2): 2010/11, 2012/13

- Прем'єр-ліга
  -  Чемпіон (2): 2011/12, 2012/13

«Гетеборг»
- Кубок Швеції
  -  Володар (1): 2014/15